# Museu de la momificació de Luxor
El Museu de Momificació de Luxor és un petit museu de la ciutat de Luxor a Egipte, on s'exposen 56 artefactes utilitzats per a la momificació de persones i animals, així com les eines que s'empraven en la feina. Té les restes d'unes 150 mòmies.
El museu té la intenció de proporcionar als visitants una comprensió de l'art antic de la momificació. A l'antic Egipte es van aplicar tècniques d'embalsamament per moltes espècies, no només als éssers humans morts. Les mòmies de gats, peixos i els cocodrils estan en l'exhibició en aquest museu únic, on també es pot tenir una idea de les eines utilitzades.

## Història
La història d'aquest museu va començar quan el president egipci va decretar que la responsabilitat de l'edifici antic centre de visitants va ser transferida del Ministeri de Turisme. Va ser inaugurat per Hosni Mubarak el 1997.

## Col·leccions
El museu, situat a l'antic centre de visitants, té una superfície de 2035 m²
i conté els elements següents:
- Saló d'artefactes
- Saló d'Actes
- Sala de Vídeo
- Cafeteria

La sala d'artefactes es divideix en dues parts, la primera és en un corredor ascendent on el visitant pot fer una ullada a deu còpies de fragments dels papirs d'Ani i de Hunefer, amb textos i il·lustracions del Llibre dels Morts, rèpliques dels originals actualment al Museu Britànic de Londres. La majoria d'aquestes còpies il·lustren els rituals i el viatge del mort des de la defunció fins a l'enterrament. La segona part del museu s'inicia al final del passadís i el visitant pot veure més de seixanta peces, que s'exhibeixen repartides en 19 vitrines.
En aquests 19 vitrines, els artefactes es concentren en onze temes:
- Déus de l'antic Egipte
- Materials d'embalsamament
- Els materials orgànics
- Líquid per embalsamar
- Eines de momificació
- Vasos canopis
- Ushabtis
- Amulets
- El sarcòfag de Padiamun
- La mòmia de Masaherta (Summe Sacerdot d'Amon)
- Animals momificats